# 775工程
775工程（俄語：Объект 775）是蘇聯車里雅賓斯克設計局的伊薩科夫·帕維洛維奇（Павел Па́влович Иса́ков）於1964年研製的一款飛彈坦克，該坦克僅有幾輛原型車被製造出，從未量產過。

## 設計與發展
775工程是由伊薩科夫·帕維洛維奇從1962年至1964年設計的一種坦克，1963年時考慮採用紅寶石（Rubin）或阿斯特拉（Astra）兩種飛彈其中一種裝備，國防科學技術委員於1964年3月1日決定採用紅寶石飛彈。與其他飛彈坦克（287工程與IT-1）相同，775工程的砲塔採用全鑄造炮塔，配備了125毫米線膛火箭發射器，能發射反坦克飛彈和火箭，砲塔做的相當低矮，全車總高度只有1740毫米，車身採用T-64的車體，經過強化後，被認為能在核戰中使用。車上乘員僅有兩名，一位在砲塔，一位在車身。

## 結果
在測試775工程時認為其擁有良好的機動力、續航力和隱蔽性，但因為發射紅寶石飛彈的裝置重達180公斤、飛彈長度過長、昂貴、低可靠性的飛彈系統。此外，敵人步兵、迫擊砲不為775工程所能應付的目標，特別是在極近距離（4-5公尺）下。T-64取代了775工程，原本還有以775工程為原型設計的780工程，是以3人乘員，可發射反坦克導彈和一般穿甲彈的坦克，也沒有被採用。

## 資料來源
1. 1 2 3 4 5  РАКЕТНЫЕ ТАНКИ